# Dorylomorpha confracta
Dorylomorpha confracta är en tvåvingeart som beskrevs av Kuznetzov 1993. Dorylomorpha confracta ingår i släktet Dorylomorpha och familjen ögonflugor. Inga underarter finns listade i Catalogue of Life.